# Mimosa herzogii
Mimosa herzogii är en ärtväxtart som beskrevs av James Francis Macbride. Mimosa herzogii ingår i släktet mimosor, och familjen ärtväxter. Inga underarter finns listade i Catalogue of Life.